# The Bankers of God

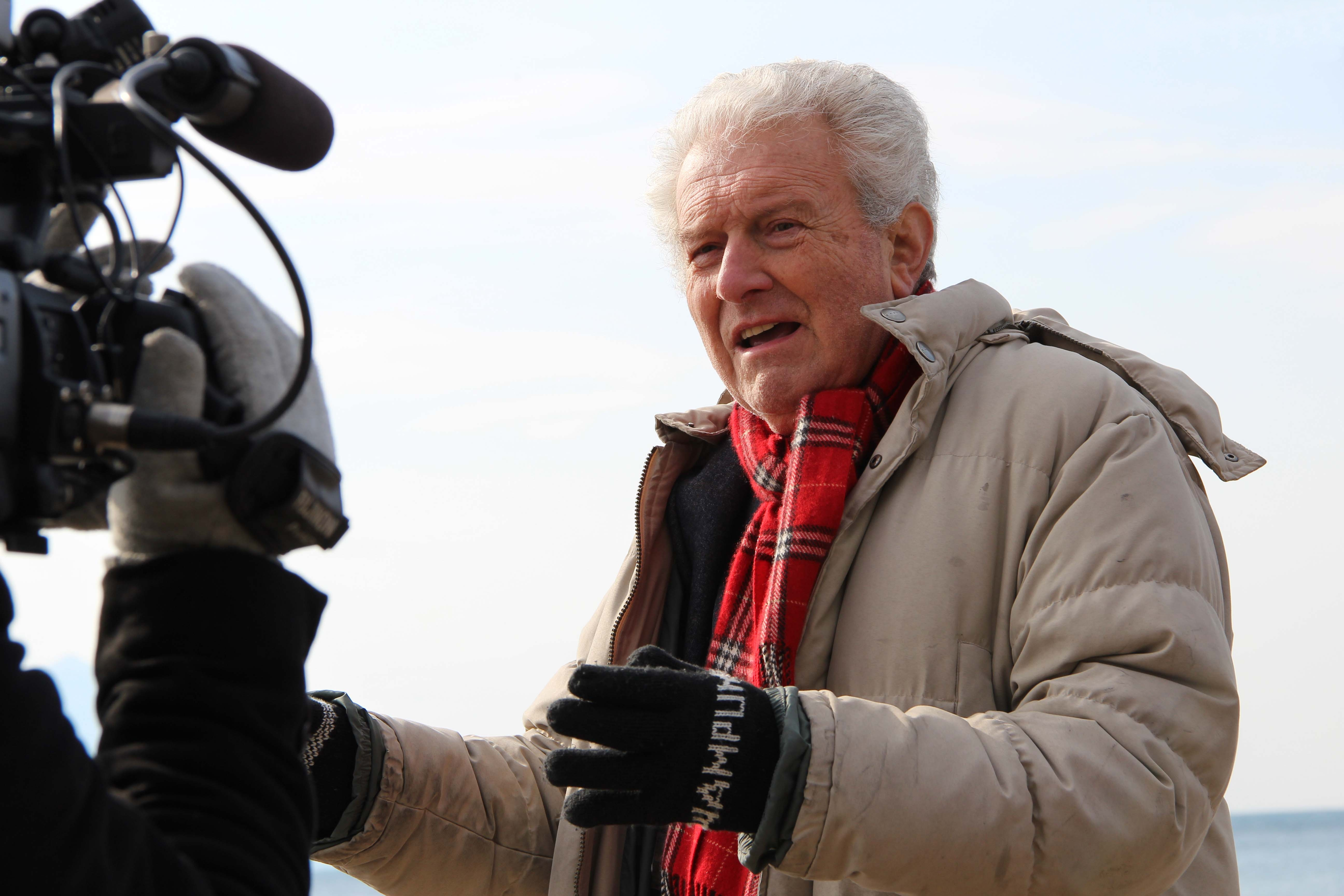
Regisseur Giuseppe Ferrara

The Bankers of God is een Italiaanse film uit 2002 van regisseur Giuseppe Ferrara.

## Verhaal
Reconstructie van de teloorgang van de Italiaanse bank Banco Ambrosiano, wiens president Roberto Calvi onder verdachte omstandigheden dood werd gevonden onder de Londense Blackfriars brug. Calvi had nauwe banden met het Vaticaan (vandaar de titel) en de vrijmetselaarsbeweging.

## Rolbezetting
- Omero Antonutti als Roberto Calvi
- Pamela Villoresi als Calra Calvi
- Giancarlo Giannini als Flavio Carboni
- Vincenzo Peluso als Vittor
- Pier Paolo Capponi als Rosone
- Rutger Hauer als kardinaal Marcinkus